# Tantilla hobartsmithi
Espèce
Synonymes
- Tantilla utahensis Blanchard, 1938

Statut de conservation UICN

 LC  : Préoccupation mineure
Tantilla hobartsmithi  est une espèce de serpents de la famille des Colubridae.

## Répartition
Cette espèce se rencontre :
- au Mexique dans le nord du Coahuila, dans l'est du Chihuahua et dans le Sonora ;
- aux États-Unis dans le sud-ouest du Texas, dans l'Utah, en Californie, dans le sud du Nevada, dans l'Arizona, dans le Sud du Nouveau-Mexique et dans le Colorado.

## Description
C'est un serpent ovipare.

## Étymologie
Cette espèce est nommée en l'honneur de Hobart Muir Smith.

## Publication originale
- Taylor, 1937 "1936" : Notes and comments on certain American and Mexican snakes of the genus Tantilla, with descriptions of new species. Transactions of the Kansas Academy of Sciences, vol. 39, p. 335-348.